# Pont sur le Galion
Le pont sur le Galion est un pont surplombant la rivière Galion situé à proximité du Fort Delgrès sur la commune de Basse-Terre. Il est emprunté par la D25. Le pont a été inscrit au titre des monuments historiques par arrêté du 6 mars 1979.

## Historique
Construit durant la deuxième moitié du XVIIIe siècle, entre 1773 et 1780 sur les plans l'abbé de Talcy, le pont permet de passer d'une rive à l'autre du Galion. Il ne comporte qu'une seule arche haute d'une trentaine de mètres. À l'origine, les deux extrémités du pont étaient formées par des tabliers de bois qui pouvaient être détruits pour contrer l'avancée d'ennemis.
Le pont est toujours utilisé pour le trafic routier et piétonnier entre le quartier haut de Basse-Terre (rue Lardenoy et le D'Arbaud) et la commune de Gourbeyre. En raison de son état de dégradation dû à ses deux siècles d'utilisation, d'importants travaux de réhabilitation (maçonnerie, terrassement, création d'une passerelle piétonnière pour un coût de 2,5 millions d'euros) ont été entrepris par le conseil général de l'île et la Direction des affaires culturelles entre l'été 2014 et janvier 2015 afin d'assurer la pérennité de l'ouvrage et une meilleure circulation des usagers.